# مانوئل لاپوئنته
مانوئل لاپوئنته (انگلیسی: Manuel Lapuente؛ زادهٔ ۱۵ مهٔ ۱۹۴۴) بازیکن و مربی فوتبال اهل مکزیک بود.
از باشگاه‌هایی که در آن بازی کرده‌است می‌توان به باشگاه فوتبال اطلس و باشگاه فوتبال مونتری اشاره کرد.
وی همچنین در تیم ملی فوتبال مکزیک بازی کرده‌است.